# Będargowo (województwo pomorskie)
Będargowo (dodatkowa nazwa w j. kaszub. Bãdargòwò niem. Bendargau) – wieś kaszubska w Polsce, położona w województwie pomorskim, w powiecie wejherowskim, w gminie Szemud. 
| SIMC    | Nazwa      | Rodzaj    |
| ------- | ---------- | --------- |
| 0175076 | Bagielnica | część wsi |
| 0175082 | Brazylia   | część wsi |
| 1015370 | Czyściec   | część wsi |
| 1015498 | Holma      | część wsi |
| 1015529 | Karwatynia | część wsi |
| 0175099 | Łączny Dół | część wsi |
| 0175107 | Różny Dąb  | część wsi |
| 1015788 | Stary Młyn | część wsi |
| 0175113 | Szopy      | część wsi |

Wieś jest siedzibą sołectwa Będargowo w którego skład wchodzi również miejscowość Bagielnica. Pierwsze wzmianki o Będargowie pochodzą z roku 1284. W okolicy miejscowości znajdują się pozostałości starego grodziska.
Wieś szlachecka położona była w II połowie XVI wieku w powiecie mirachowskim województwa pomorskiego. W latach 1975–1998 miejscowość administracyjnie należała do województwa gdańskiego.
Podczas zaboru pruskiego wieś nosiła nazwę niemiecką Bendargau. Podczas okupacji niemieckiej nazwa Bendargau w 1942 została przez nazistowskich propagandystów niemieckich (w ramach szerokiej akcji odkaszubiania i odpolszczania nazw niemieckiego lebensraumu) zweryfikowana jako zbyt kaszubska i przemianowana na nowo wymyśloną i bardziej niemiecką – Bandergau.
W roku 1912 urodził się tu działacz kaszubski Aleksander Arendt.